# Giorgi Koczoraszwili
Giorgi Koczoraszwili (ur. 29 czerwca 1999 w Tbilisi) – gruziński piłkarz, występujący na pozycji pomocnika w hiszpańskim klubie Levante UD oraz w reprezentacji Gruzji.

## Statystyki

### Klubowe
Na podstawie:
| Klub                | Sezonów | Liga               | Liga  | Liga   | Puchar krajowy | Puchar krajowy | Kontynentalne | Kontynentalne | Suma  | Suma   |
| Klub                | Sezonów | Liga               | Mecze | Bramki | Mecze          | Bramki         | Mecze         | Bramki        | Mecze | Bramki |
| ------------------- | ------- | ------------------ | ----- | ------ | -------------- | -------------- | ------------- | ------------- | ----- | ------ |
| Iberia 1999         | 2       | Erownuli Liga      | 2     | 0      | 0              | 0              | –             | –             | 2     | 0      |
| CF Peralada         | 1       | Segunda División B | 28    | 0      | 0              | 0              | –             | –             | 28    | 0      |
| Atlético Levante UD | 2       | Segunda División B | 31    | 1      | 0              | 0              | –             | –             | 44    | 3      |
| Atlético Levante UD | 1       | Segunda Federación | 13    | 2      | 0              | 0              | –             | –             | 44    | 3      |
| Levante UD          | 3       | Primera División   | 4     | 0      | 3              | 1              | –             | –             | 24    | 3      |
| Levante UD          | 1       | Segunda División   | 17    | 2      | 3              | 1              | –             | –             | 24    | 3      |
| CD Castellón        | 1       | Primera Federación | 40    | 4      | 0              | 0              | –             | –             | 40    | 4      |
|                     | Łącznie | Łącznie            | 135   | 9      | 3              | 1              | 0             | 0             | 138   | 10     |

### Reprezentacyjne
Na podstawie:
| Mecz i gole w reprezentacji | Mecz i gole w reprezentacji | Mecz i gole w reprezentacji | Mecz i gole w reprezentacji | Mecz i gole w reprezentacji | Mecz i gole w reprezentacji | Mecz i gole w reprezentacji | Mecz i gole w reprezentacji |
| Lp.                         | Data                        | Miasto                      | Przeciwnik                  | Wynik                       | Gole                        | Inne                        | Rozgrywki                   |
| --------------------------- | --------------------------- | --------------------------- | --------------------------- | --------------------------- | --------------------------- | --------------------------- | --------------------------- |
| 1.                          | 12.09.2023                  | Oslo                        | Norwegia                    | 1:2 (0:2)                   |                             |                             | Eliminacje EURO 2024        |
| 2.                          | 12.10.2023                  | Tbilisi                     | Tajlandia                   | 8:0 (6:0)                   |                             |                             | mecz towarzyski             |
| 3.                          | 15.10.2023                  | Tbilisi                     | Cypr                        | 4:0 (0:0)                   |                             |                             | Eliminacje EURO 2024        |
| 4.                          | 16.11.2023                  | Tbilisi                     | Szkocja                     | 2:2 (1:0)                   |                             | 82'                         | Eliminacje EURO 2024        |
| 5.                          | 19.11.2023                  | Valladolid                  | Hiszpania                   | 1:3 (1:1)                   |                             |                             | Eliminacje EURO 2024        |
| 6.                          | 21.03.2023                  | Tbilisi                     | Luksemburg                  | 2:0 (1:0)                   |                             |                             | Eliminacje EURO 2024        |
| 7.                          | 26.03.2023                  | Tbilisi                     | Grecja                      | 0:0 (k.4:2)                 |                             |                             | Eliminacje EURO 2024        |

## Sukcesy
Na podstawie:
Brak ważniejszych osiągnięć.

## Odznaczenia
- Order Honoru – 2024[5][6][7][8]